# Liste der Umweltsenatoren von Bremen
Dies ist eine Liste der Umweltsenatoren der Freien Hansestadt Bremen.
| Name                                                                         | Amtsantritt                             | Senat                                   | Partei                                  |
| Senator für Gesundheit und Umweltschutz                                      | Senator für Gesundheit und Umweltschutz | Senator für Gesundheit und Umweltschutz | Senator für Gesundheit und Umweltschutz |
| ---------------------------------------------------------------------------- | --------------------------------------- | --------------------------------------- | --------------------------------------- |
| Albert Müller                                                                | 15. Dezember 1971                       | Koschnick II                            | SPD                                     |
| Herbert Brückner                                                             | 3. November 1975 7. November 1979       | Koschnick III Koschnick IV              | SPD                                     |
| Senator für Umweltschutz                                                     |                                         |                                         |                                         |
| Herbert Brückner (Vertretung von Hede Lütjen)                                | 10. November 1983                       | Koschnick V                             | SPD                                     |
| Eva-Maria Lemke-Schulte                                                      | 25. Januar 1984 18. September 1985      | Koschnick V Wedemeier I                 | SPD                                     |
| Senator für Umweltschutz und Stadtentwicklung                                |                                         |                                         |                                         |
| Eva-Maria Lemke-Schulte                                                      | 15. Oktober 1987                        | Wedemeier II                            | SPD                                     |
| Ralf Fücks                                                                   | 11. Dezember 1991                       | Wedemeier III                           | Grüne                                   |
| Helga Trüpel (kommissarisch)                                                 | 23. Februar 1995                        | Wedemeier III                           | Grüne                                   |
| Senator für Frauen, Gesundheit, Jugend, Soziales und Umweltschutz            |                                         |                                         |                                         |
| Christine Wischer                                                            | 4. Juli 1995                            | Scherf I                                | SPD                                     |
| Senator für Bau und Umwelt                                                   |                                         |                                         |                                         |
| Christine Wischer                                                            | 7. Juli 1999                            | Scherf II                               | SPD                                     |
| Senator für Bau, Umwelt und Verkehr                                          |                                         |                                         |                                         |
| Jens Eckhoff                                                                 | 4. Juli 2003                            | Scherf III                              | CDU                                     |
| Ronald-Mike Neumeyer                                                         | 8. November 2005                        | Böhrnsen I                              | CDU                                     |
| Senator für Umwelt, Bau, Verkehr und Europa                                  |                                         |                                         |                                         |
| Reinhard Loske                                                               | 29. Juni 2007                           | Böhrnsen II                             | Grüne                                   |
| Senator für Umwelt, Bau und Verkehr                                          |                                         |                                         |                                         |
| Joachim Lohse                                                                | 30. Juni 2011 15. Juli 2015             | Böhrnsen III Sieling                    | Grüne                                   |
| Senator für Klimaschutz, Umwelt, Mobilität, Stadtentwicklung und Wohnungsbau |                                         |                                         |                                         |
| Maike Schaefer                                                               | 15. August 2019                         | Bovenschulte I                          | Grüne                                   |
| Senator für Umwelt, Klima und Wissenschaft                                   |                                         |                                         |                                         |
| Kathrin Moosdorf                                                             | 5. Juli 2023                            | Bovenschulte II                         | Grüne                                   |